# Best of Bee Gees (EP3)

## Közreműködők
- Barry Gibb – ének, gitár
- Maurice Gibb – ének,  gitár, zongora, basszusgitár
- Colin Petersen – dob
- stúdiózenészek
- Vince Melouney – gitár (Suddenly, Whisper Whisper)
- Bee Gees

## A lemez dalai
- Holiday (Barry és Robin Gibb) (1967), stereo 2:53, ének: Robin Gibb, Barry Gibb
- Words  (Barry, Robin és Maurice Gibb) (1967), stereo 3:13, ének: Barry Gibb
- Don’t Forget to Remember  (Barry és Maurice Gibb) (1969), stereo 3:27, ének: Barry Gibb
- I.O.I.O  (Barry és Maurice Gibb) (1968), stereo 2:51, ének: Barry Gibb, Maurice Gibb